# Murdannia edulis
Murdannia edulis là một loài thực vật có hoa trong họ Commelinaceae. Loài này được (Stokes) Faden mô tả khoa học đầu tiên năm 1980.